# Ратни поменик
Ратни поменик био је лист народне захвалности и споменица свим српским жртвама у ратовима из прве половине 20. века, закључно са Првим светским ратом. Часопис је излазио једном месечно током 1937. године и био је одобрен од стране тадашњег министра војске и морнарице.
Власник и уредник био је пуковник у пензији Јован Сретеновић, а главни сарадник Живојин Кезић, који је био пензионисани капетан. Претплата је износила 30 динара за годину, односно 15 за пола године, док је цена појединачног броја била 3 динара. Лист су штампале две штампарије, Графички институт Издавачке књижарнице Скерлић и Штампарија Андре Петровића, обе из Београда.

## Тематика
Ратни поменик доносио је у својим бројевима чланке, који су имали за задатак да едукују српску омладину и будуће нараштаје, како би били свесни жртве коју је њихов народ поднео за слободу своје земље. У листу су се налазили описи догађаја из рата, живот цивила и војника, биографије истакнутих ратника, фотографије, приче, песме, ратни доживљаји и уопште све оно што је било потребно да се верно прикаже историја ратова нашег народа. Ратни поменик је требао да представља увод у један други часопис под именом Свете жртве, те му је такође један од задатака био да прикупља информације за њега. У ту сврху се често апеловало на читаоце, поготово на учеснике у рату, да све чега се сећају запишу и пошаљу уредништву, како би се што више догађаја и људи сачувало од заборава.
- Неке од насловних страна часописа Ратни поменик